# Knihy devatery
O právech, súdiech i o dskách země české knihy devatery (známo též jako Knihy devatery) je právní kniha, jejímž autorem je Viktorin Kornel ze Všehrd, t.č. místopísař zemských desk. První verze díla pochází z roku 1497, druhá z roku 1507, jde o poslední právní knihu zabývající se zemským právem z Čech.
Dílo vzniklo v době českých snah o kodifikaci českého zemského práva, Viktorin Kornel ze Všehrd jej začal sepisovat roku 1495. Autor využil svých znalostí z úřadu místopísaře zemských desk. Při sepisování autor vycházel hlavně z domácích právních zdrojů (hlavně zmíněných zemských desk), nicméně je dílo nepatrně ovlivněno i právem kanonickým a římským. Knihy devatery se však nikdy nestaly závazným pramenem práva - podle vyšší šlechty dílo příliš stranilo městům a nižší šlechtě. Místo tohoto díla se závaznou kodifikací stalo roku 1500 Vladislavské zřízení zemské. Knihy devatery následně nesměly vyjít tiskem, dochovaly se z řady opisů; poprvé byly vytištěny až roku 1841.
Dílo se, jak název napovídá, skládá z devíti částí. První tři části se věnují procesnímu právu, autor zde podrobně popisuje jednání před zemským soudem. Zbylé části se věnují právu majetkovému a trestnímu a praxi při vedení zemských desk.